# Wings of Adventure
Pour plus de détails, voir Fiche technique et Distribution.
Wings of Adventure est un film américain réalisé par Richard Thorpe, sorti en 1930.

## Synopsis
Dave Kent et son mécanicien "Skeets" Smith font un atterrissage forcé au Mexique et se retrouvent prisonniers de "La Panthera", un célèbre bandit. Ils réussiront à s'échapper, et à libérer la belle Maria, retenue elle aussi prisonnière... 

## Fiche technique
- Titre original : Wings of Adventure
- Réalisation : Richard Thorpe
- Scénario : Harry L. Fraser
- Photographie : Arthur Reeves
- Son : John Stransky Jr.
- Montage : Clarence Kolster
- Société de production : Tiffany Productions
- Société de distribution : Tiffany Productions
- Pays de production :  États-Unis
- Langue originale : anglais
- Format : noir et blanc — 35 mm — 1,37:1 — son Mono (RCA Photophone System)
- Genre : Film d'aventure
- Durée : 53 minutes
- Date de sortie :
  - États-Unis : 1er août 1930

## Distribution
- Rex Lease : Dave Kent
- Armida : Maria Valdez
- Clyde Cook : Pete "Skeets" Smith
- Fred Malatesta : "La Panthera"
- Eddie Boland : Viva
- Charles K. French : le major
- Nick De Ruiz : Manuel
- Bruce Covington : un soldat